# Quartier des Champs-Élysées
Pour les articles homonymes, voir Champs Élysées.
Le quartier des Champs-Élysées est le 29e quartier administratif de Paris situé dans le 8e arrondissement.
Son territoire est limité au nord par la « plus belle avenue du monde », c’est-à-dire l’avenue des Champs-Élysées, (de la place Charles-de-Gaulle au rond-point des Champs-Élysées-Marcel-Dassault), une partie de l'avenue Matignon et l’avenue Gabriel ; à l’est par la place de la Concorde ; au sud par la Seine ; à l’ouest par l’avenue Marceau. Il s'agit d'un quartier très prisé par les touristes, mais avec 4 610 habitants en 1999, c'est le moins peuplé de l'arrondissement, entre autres raisons parce qu’une partie des habitations hausmaniennes est convertie en bureaux ou locaux commerciaux. Le Triangle d'or, délimité par les avenues Montaigne, George-V et les Champs-Élysées est, au sein du quartier, particulièrement réputé pour ses entreprises et commerces de luxe.

## Historique
Dans un secteur alors peu urbanisé de l'ouest de Paris, la section des Champs-Élysées est créée en 1790, circonscription administrative qui devient en 1795 le quartier des Champs-Élysées, situé alors dans le 1er arrondissement de Paris dont les limites partaient de la moitié de la rive droite de la Seine depuis le pont Louis-XVI jusqu'à la barrière de Passy, partant de cette barrière et suivant à droite les murs jusqu'à la barrière du Roule, continuant à droite les rues du Faubourg-du-Roule, du Faubourg-Saint-Honoré, Royale et la place Louis-XV jusqu'au pont Louis-XVI.
Après le redécoupage de 1860, le quartier de ce nom devient d'une surface plus restreinte et essentiellement situé au sud de l'avenue.

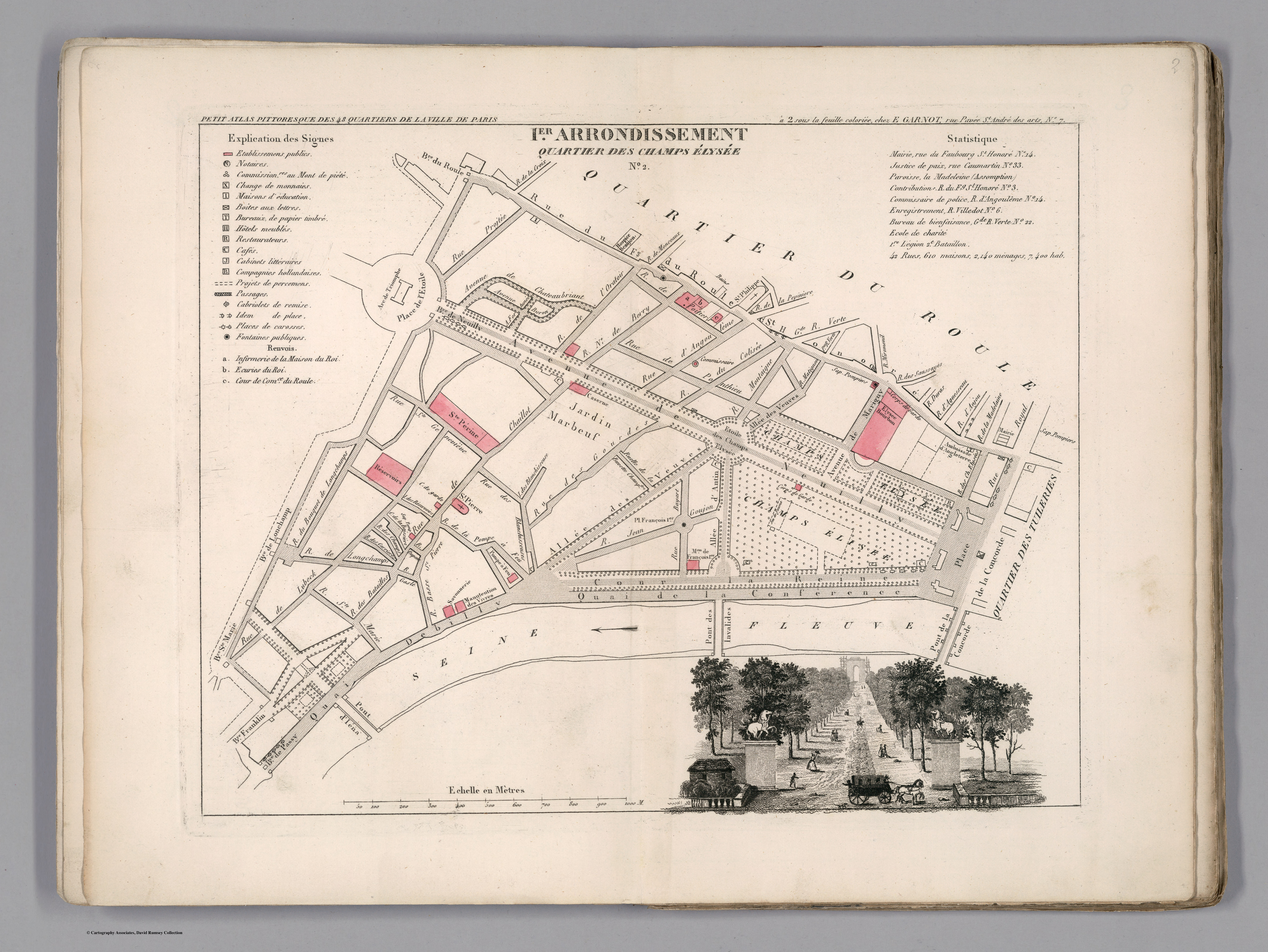
Plan du quartier des Champs-Élysées dans l'ancien 1er arrondissement en 1834.
Le quartier des Champs-Élysées sur un plan du 8e arrondissement.

## Lieux et bâtiments remarquables
- Champs-Élysées (mais la moitié nord de la section de l’avenue comprise entre la place Charles-de-Gaulle et le rond-point des Champs-Élysées-Marcel-Dassault est située dans le quartier du Faubourg-du-Roule).
- Grand Palais, ses galeries nationales et le Palais de la découverte.
- Petit Palais.
- Place de la Concorde et obélisque de Louxor.
- Port de la Conférence (où est basée la Compagnie des bateaux-mouches) et port des Champs-Élysées, le long de la Seine.

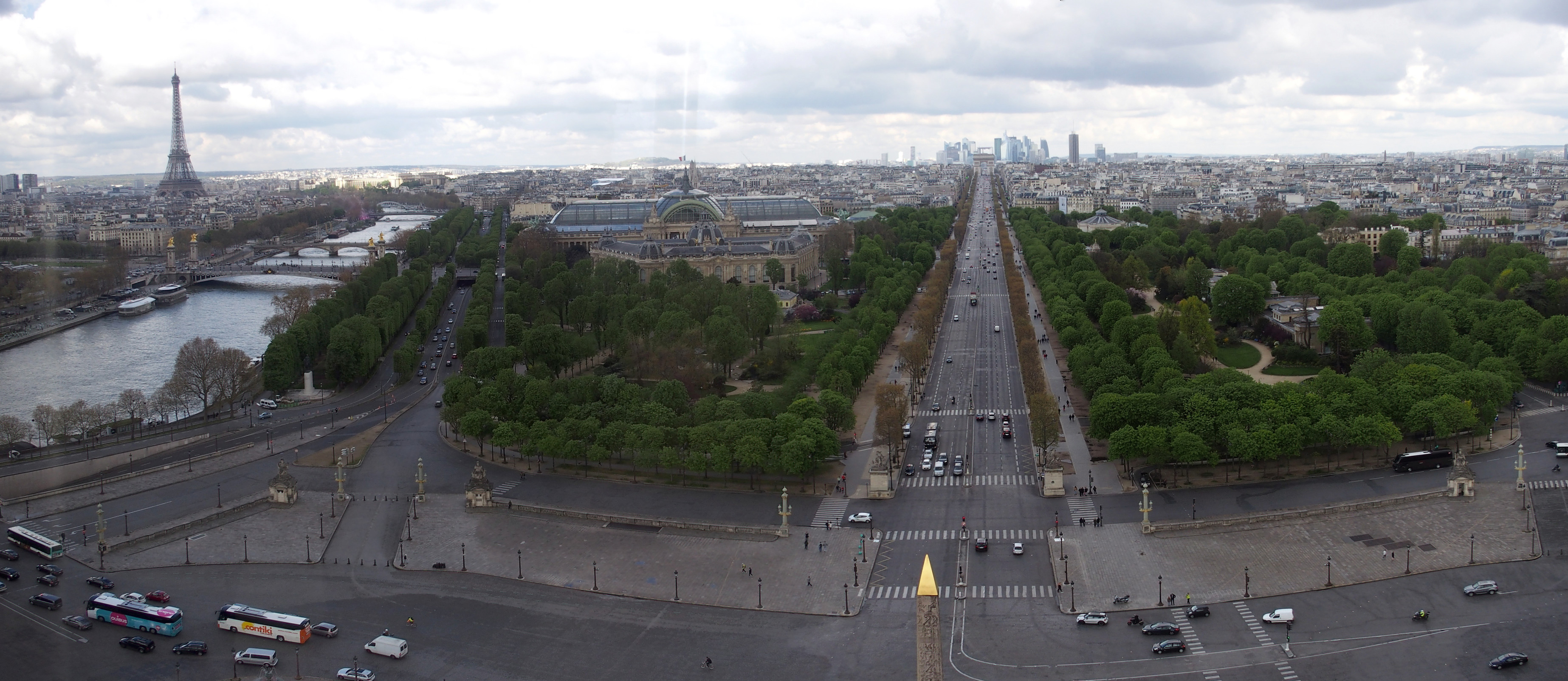
Panorama vers l'ouest, quasiment dans l'axe de l'avenue des Champs-Élysées, depuis le haut de la roue de Paris. Seuls sont dans le quartier des Champs-Élysées : au premier plan, la place de la Concorde ; au-delà de celle-ci, l'ensemble des jardins des Champs-Élysées des deux côtés de l'avenue du même nom ; plus en arrière-plan, le secteur bâti au centre-gauche de la photographie entre la Seine et l'avenue des Champs-Élysées.

.

### Ambassades
- Ambassade d'Allemagne, avenue Franklin-D.-Roosevelt.
- Ambassade du Brésil, cours Albert-Ier.
- Ambassade de Chine, avenue George-V.
- Ambassade d'Espagne, avenue George-V.
- Ambassade de Norvège, rue Bayard.

### Espaces verts
- Jardin Anne-Sauvage.
- Jardins des Champs-Élysées.
- Square de Berlin.
- Jardin d'Erevan.
- Jardin de Kyiv (nommé ainsi depuis 2023, auparavant jardin des abords du Petit-Palais).

### Lieux de culte
- Cathédrale de la Sainte-Trinité, également nommée Cathédrale américaine, de l'Église épiscopale des États-Unis, de culte anglican.
- Cathédrale Saint-Jean-Baptiste, de l’Église apostolique arménienne.
- Chapelle Notre-Dame-de-Consolation, chapelle catholique dédiée aux victimes de l'incendie du Bazar de la Charité et construite à l’emplacement où celui-ci a eu lieu le 4 mai 1897. Elle est dévolue depuis mars 2013 à la Fraternité sacerdotale Saint-Pie-X.

### Lieux de spectacles
- Crazy Horse Saloon.
- Espace Cardin.
- Théâtre des Champs-Élysées.
- Théâtre Marigny.
- Théâtre du Rond-Point.
- Théâtre Vrai Guignolet (spectacle de marionnettes).

### Ponts
(D'ouest en est, en remontant le cours de la Seine).
- Pont de l'Alma (quart nord-est).
- Pont des Invalides (moitié nord).
- Pont Alexandre-III (moitié nord).
- Pont de la Concorde (moitié nord).